# علف‌انبانی بخشه کالپیدیسکا
علف‌انبانی بخشه کالپیدیسکا (نام علمی: Utricularia sect. Calpidisca)، بخشی از سرده علف‌انبانی است. ده گونه موجود در این بخش، گیاهان گوشت‌خوار خشکی‌زی کوچک و بومی آفریقا هستند، یک گونه دامنه خود را به مکزیک و دیگری تا آسیا و هند گسترش داده‌است. جان هندلی بارنهارت (John Hendley Barnhart) در ابتدا این بخش را در سال ۱۹۱۶ به‌عنوان یک جنس جداگانه به نام کالپیدیسکا توصیف و منتشر کرد. ساداشی کومییا در یک بررسی آرایه‌بندی در سال ۱۹۷۳، جنس علف‌انبانی را اصلاح کرد و جنس بارنهارت را در رتبه بخش در علف‌انبانی قرار داد. پیتر تیلور (Peter Taylor)) سپس تک‌نگاشت آرایه‌بندی خود را از علف‌انبانی در سال ۱۹۸۶ منتشر کرد که در آن بخش کومییا را در زیرسرده علف‌انبانی قرار داد. داده‌های تبارزایی جدیدتر و بازبینی‌ها، زیرسرده دودریچه را احیا کرده و این بخش را در آن قرار داده‌اند.